# 森美乃里
森 美乃里（もり みのり、1957年12月9日 - ）は、日本の女子やり投選手である。東京女子体育大学出身。婚姻後の姓は山下。
鳥取県立八頭高等学校卒業後、東京女子体育大学に進学。在学時の1978年に第8回アジア競技大会で4位入賞（記録50m78）。
1984年ロサンゼルスオリンピック出場（予選9位、記録56m60）。当時の所属は智頭町立智頭中学校教員。

## 参照資料
1. ↑  “東女体とオリンピック”. 2021年1月10日閲覧。
2. ↑  鳥取県出身のオリンピック出場者 (PDF)  公益財団法人 鳥取県スポーツ協会
3. ↑  “鳥取）県ゆかりのオリンピアンを紹介　講演と展示で”.   朝日新聞 (2020年6月16日). 2021年1月10日閲覧。
4. 1 2 3  本学競技者に関する研究 (2) - 東京女子体育大学紀要第31号
5. ↑  “Minori Mori Olympic Results”.  Sports Reference LLC. 2020年4月17日時点のオリジナルよりアーカイブ。2018年1月19日閲覧。